# Quackshot
Quackshot è un videogioco a piattaforme pubblicato per Sega Mega Drive il 19 dicembre 1991; vede protagonisti Paperino e i suoi tre nipoti, Qui, Quo, Qua, come cacciatori di tesori.

## Trama
Mentre Paperino sta spolverando la biblioteca di zio Paperone, scopre una vecchia mappa del tesoro di Re Garuzia, al suo tempo un grande monarca del regno di Gran Papero, che mostra il più importante possedimento del re. Paperino pensa che questa sia l'opportunità di diventare ricco. Sfortunatamente Pietro Gambadilegno osserva tutto da una finestra e decide di inseguire Paperino per tutto il suo viaggio, nella speranza di rubargli il tesoro.
Alla fine, Paperino riesce finalmente a trovare il tesoro, ma scopre che si tratta solo di una statua di pietra. È deluso, ma Qui, Quo e Qua rompono accidentalmente la statua che rivela al suo interno una preziosissima collana di gioielli. Paperino decide di regalare la collana a Paperina, i due salgono insieme sull'aereo ed il gioco si conclude con un volo romantico al tramonto.

## Modalità di gioco
Il giocatore impersona Paperino, attraverso vari livelli in 2D. Solitamente ogni livello è diviso in una sezione all'aperto e una all'interno di edifici o grotte (con l'eccezione di Paperopoli, il primo livello). Anche se il giocatore può scegliere liberamente quali livelli intraprendere, vari ostacoli impediranno al giocatore di procedere, obbligandolo a trovare la soluzione in un'altra area. Una volta trovato l'oggetto necessario, il giocatore potrà richiamare il biplano dei nipotini e tornare nel luogo dove usare l'oggetto.
Paperino è armato con una scorta infinita di sturalavandini gialli, e potrà collezionare due potenziamenti nel corso del gioco: lo sturalavandini rosso, che potrà usare per stordire temporaneamente i nemici e per scalare pareti, e lo sturalavandini verde, che gli permette di attaccarsi a dei volatili per superare burroni altrimenti insuperabili. Paperino, inoltre, è equipaggiato di una speciale pistola a munizioni limitate che può sparare popcorn o gomme da masticare, usata soprattutto per sconfiggere i nemici, piuttosto che per tramortirli soltanto.

## Livelli
- Paperopoli
- Messico
- Transilvania

Una volta completati questi tre livelli ne vengono sbloccati altri:
- Nave vichinga
- Maharaja (India)
- Polo Sud
- Egitto

Dopo aver completato anche il Polo Sud vengono sbloccate le ultime due locazioni.
- Covo della banda di Pietro
- L'Isola

## Riferimenti a Indiana Jones
- Il titolo del gioco usa lo stesso stile tipografico dei titoli della serie di Indiana Jones.
- Paperino indossa gli stessi abiti di Indiana Jones.
- Pietro indossa gli stessi abiti di René Belloq.
- Il gioco dei carrelli da miniera è simile a quella della cena di Indiana Jones e il tempio maledetto.
- La stanza prima dell'ultimo boss allude a una delle scene finali di Indiana Jones e l'ultima crociata
- Paperino combatte un cavaliere alla fine del gioco; Jones ne incontra uno alla fine de L'ultima crociata. I due sono molto simili all'apparenza.